# 哥本哈根城市与港口发展公司
哥本哈根城市与港口发展公司（丹麦语通称：By & Havn，丹麦语全称：Udviklingsselskabet By & Havn I/S）是总部位于丹麦首都哥本哈根的一间国营企业，主营厄勒斯塔兹开发区建设及哥本哈根港港区建设。由哥本哈根市政府（占股55%）及丹麦交通部（占股45%）共同所有，是“哥本哈根—马尔默港”的下属单位。2007年10月1日成立。主要项目位于哥本哈根的厄勒斯塔兹、哥本哈根北港、美洲广场、斯卢瑟霍尔门、采尔霍尔门。

## 历史

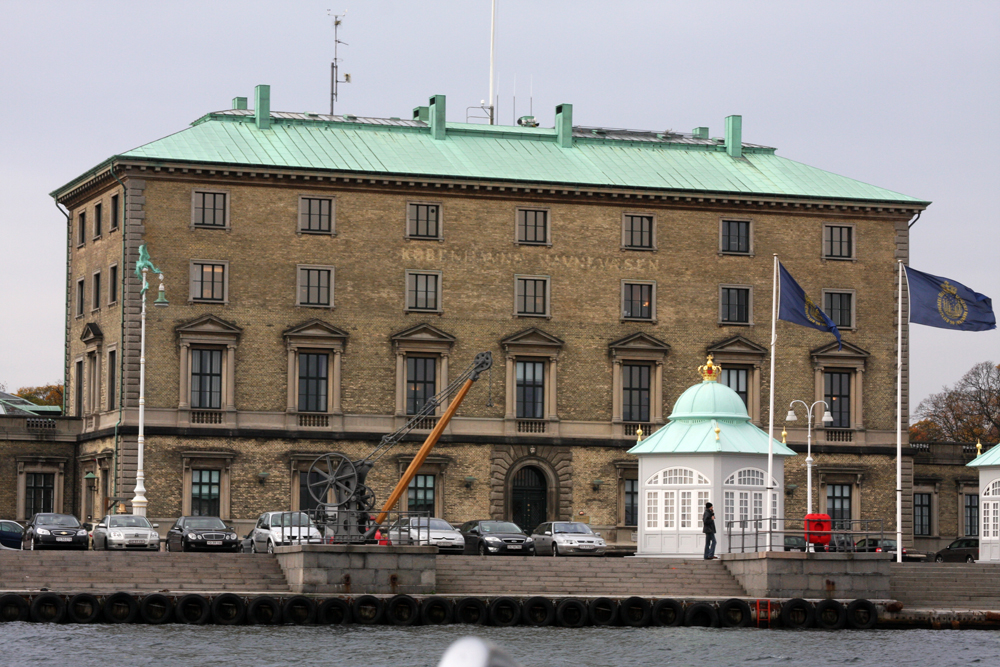
建于1868年的原海关北楼现在是哥本哈根城市与港口发展公司总部。

2007年10月1日，公司成立，整合了原先的厄勒斯塔兹开发公司、Frederiksbergbaneselskabet I/S、哥本哈根港集团（Københavns Havn A/S）三家单位。公司总部位于原海关北楼。最初的公司名为“Arealudviklingsselskabet I/S”。2008年5月14日，改为现在公司名。

## 外部連結
55°41′19.06″N 12°35′54.83″E / 55.6886278°N 12.5985639°E